# صفارة القصدير

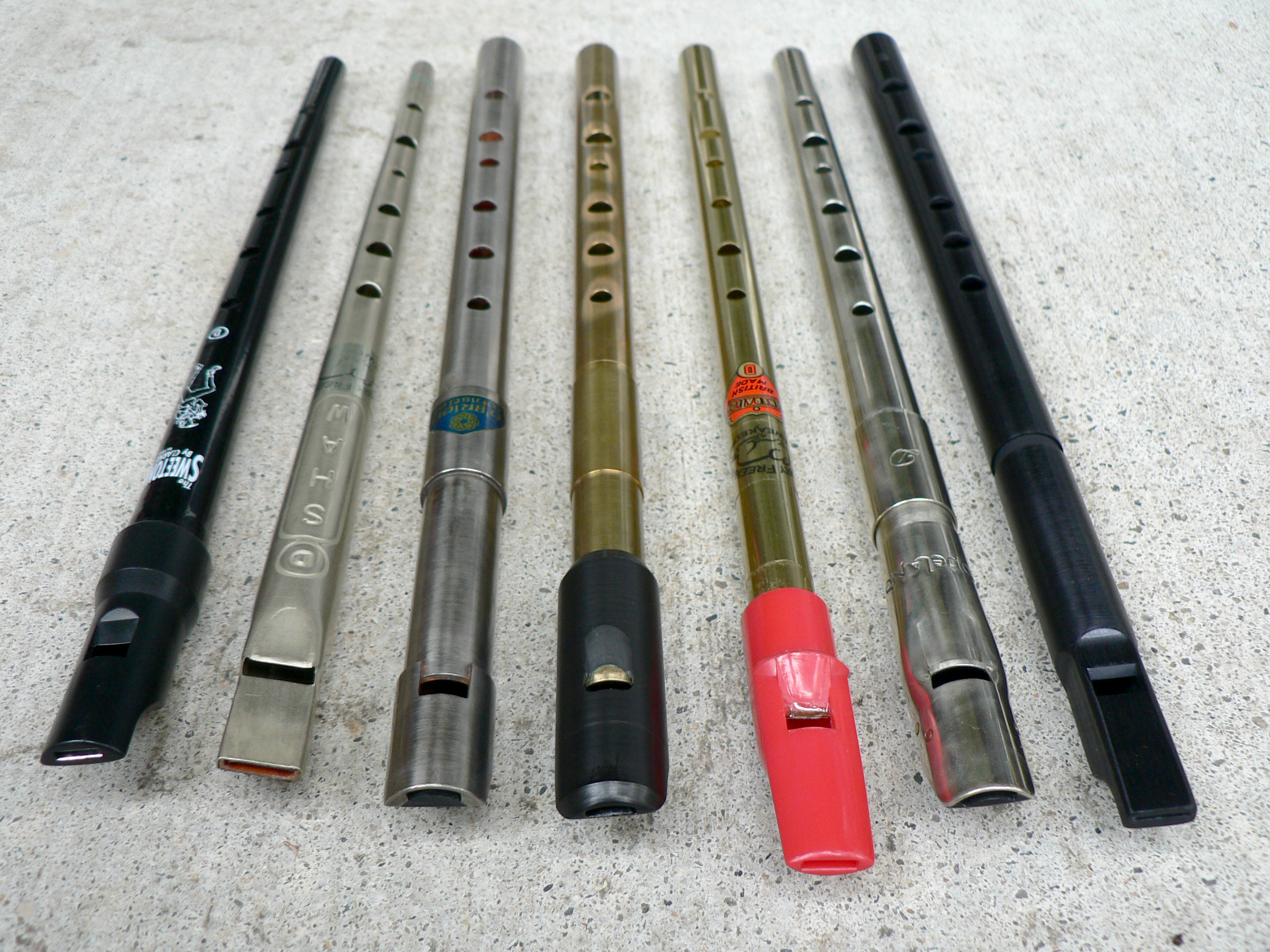
صفارات قصدير

صفارة القصدير هي آلة نفخ موسيقية ذات ستة ثقوب، ونوع من أنواع الفلوت ينتشر في بريطانيا وله العديد من الأسماء مثل:
penny whistle، English flageolet ، tin flageolet ، Irish whistle ، Belfast Hornpipe،   وClarke London Flageolet
سميت بصفارة القصدير لأنها كانت تصنع من ذلك الفلز رخيص الثمن.

## اقرأ أيضاً
- آلة نفخ خشبية